# 545784 Kelemenjános
545784 Kelemenjános è un asteroide della fascia principale. Scoperto nel 2011, presenta un'orbita caratterizzata da un semiasse maggiore pari a 3,1569433 au e da un'eccentricità di 0,0933357, inclinata di 9,86788° rispetto all'eclittica.
L'asteroide è dedicato all'astronomo ungherese János Kelemen.